# Łosiniec

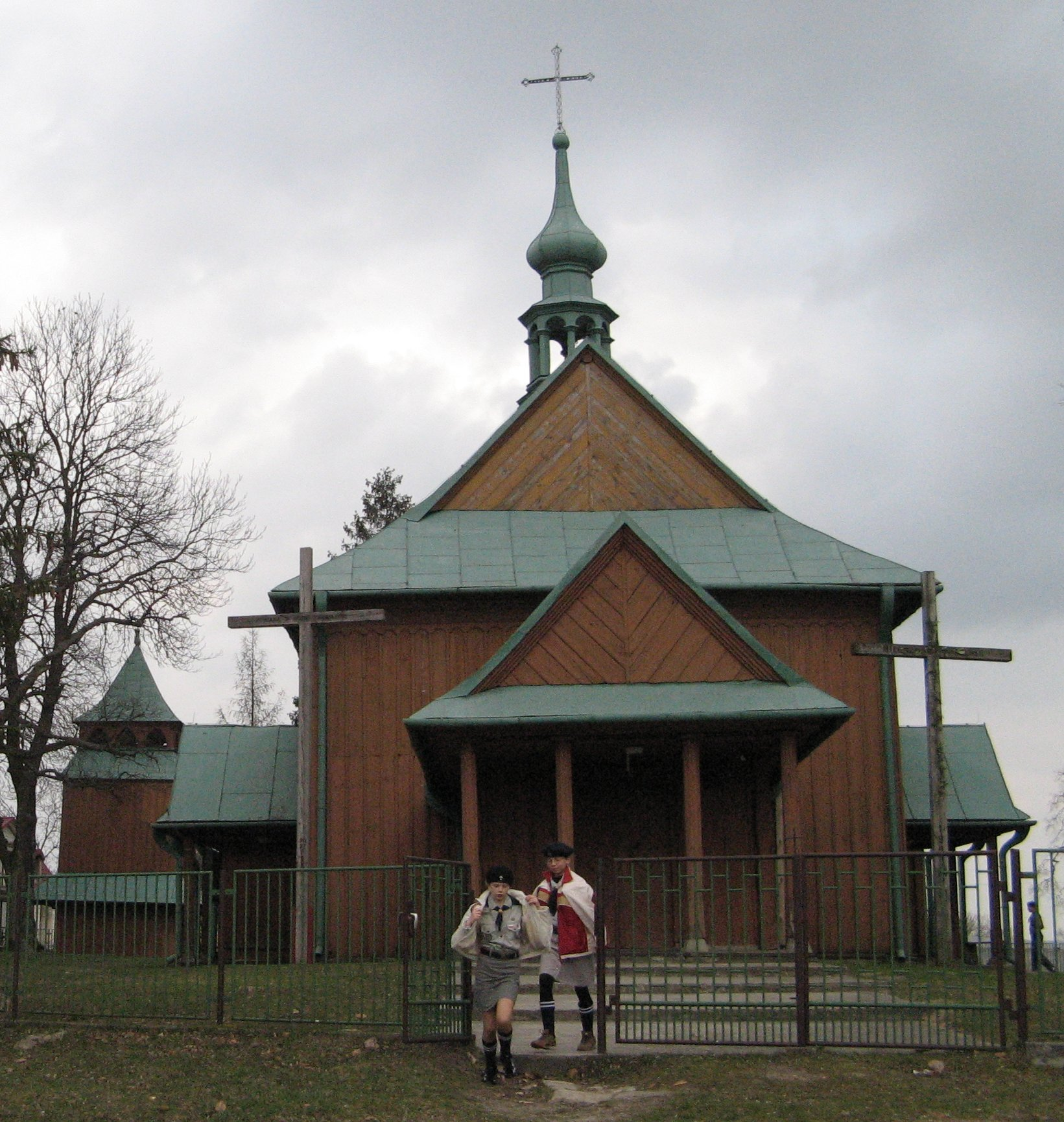
Flickscouter framför en katolsk kyrka i Łosiniec

Łosiniec är en by i Polen, belägen nära Zwierzyniec i Susiec Gmina (vilket är en del av Tomaszów Lubelski i Lublin).